# Contabilità pubblica
Per contabilità pubblica si intende lo studio della disciplina della contabilità di Stato.

## Caratteristiche
Può essere suddivisa in cinque grandi aree:
1. la gestione finanziaria, relativa ai flussi di ricchezza in entrata e in uscita che gli enti pubblici realizzano;
2. la disciplina dei beni pubblici e la gestione patrimoniale (intesa come amministrazione dello stock di patrimonio dello Stato e degli enti pubblici);
3. l'attività contrattuale pubblica;
4. il sistema dei controlli (interni ed esterni) sulle gestioni;
5. la responsabilità amministrativa e contabile dei pubblici dipendenti.

Emergono dunque, già in prima battuta, alcune basilari divergenze fra la nozione di contabilità pubblica e quella di contabilità delle imprese: mentre quest'ultima fa specifico riferimento alla funzione di rilevazione dei fatti gestori e al sistema informativo di cui si dota l'azienda, la contabilità nel settore pubblico allude ad un concetto più esteso, di natura mista (giuridico-economica), corrispondente all'attività di gestione finanziaria e patrimoniale degli enti pubblici, agli strumenti adoperati per effettuarla (contratti) e ai controlli di regolarità, efficacia ed efficienza di tali gestioni, oltre che alle responsabilità giuridiche che gravano su coloro che gestiscono le risorse pubbliche.
La vigente Costituzione contiene alcuni principi fondamentali in materia di contabilità e gestione finanziaria pubblica: in particolare prevede, all'art. 81, il principio di annualità del bilancio (comma 4); la possibilità dell'esercizio provvisorio nell'ipotesi di mancata approvazione del bilancio entro il termine dell'esercizio precedente (comma 5); il divieto di istituire nuove entrate tributarie o nuove spese mediante la legge di approvazione del bilancio, che ha carattere puramente formale ; ed infine l'obbligo di copertura finanziaria di ogni spesa prevista con legge (comma 3). Inoltre di recente è stato introdotto l'obbligo gravante sullo Stato di assicurare "l'equilibrio tra le entrate e le spese del proprio bilancio tenendo conto delle fasi avverse e delle fasi favorevoli del ciclo economico" (comma 1).
Da tali principi si desume la centralità del bilancio (preventivo) nell'attività finanziaria dello Stato e delle altre organizzazioni pubbliche, strumento avente funzione: 1) giuridica, in quanto vincola le amministrazioni pubbliche a spendere solo le somme di denaro in esso previste e per gli scopi da esso determinati; politico-economica, dato che consente al Governo di organizzare e pianificare le attività e i servizi pubblici in modo da raggiungere determinati obiettivi in ambito economico-sociale; informativa, poiché consente di conoscere preventivamente (e nel corso della gestione) le disponibilità finanziarie delle pubbliche amministrazioni e stabilire l'entità dell'eventuale disavanzo di bilancio (differenziale negativo tra entrate e spese) da coprire attraverso il ricorso all'indebitamento.
Si può dunque asserire che la gestione del bilancio dello Stato si presenta tradizionalmente come gestione finanziaria, intesa in senso lato come realizzazione dei flussi monetari in entrata ed in uscita nel rispetto delle previsioni di bilancio. Il processo di attuazione di entrate ed uscite viene rilevato in ogni sua fase, così come prevista dall'ordinamento contabile (accertamento-riscossione-versamento per le entrate, impegno-liquidazione-ordinazione-pagamento per le spese), seguendo il metodo della cosiddetta rilevazione semplice. Ciò differenzia fortemente il sistema di rilevazione pubblico tradizionale da quello delle imprese, ove le rilevazioni concomitanti alla gestione: a) non si presentano come attuazione di previsioni anticipate; b) vengono effettuate secondo il metodo contabile della partita doppia che, attraverso la rilevazione di valori numerari e non numerari in conti a due sezioni, consente di mettere in evidenza, accanto alle entrate ed uscite monetarie (aspetto finanziario), anche le variazioni del patrimonio e del reddito (aspetto economico-patrimoniale).
L'attività finanziaria dei soggetti pubblici è anche strumento di politica economica, che persegue due scopi:
1. realizzazione della giustizia finanziaria, attraverso la redistribuzione del reddito, la progressività del sistema tributario e la strutturazione della spesa pubblica (il raggiungimento di tale scopo è spesso ostacolato dalle implicazioni politico-sociali che si manifestano in campo economico);
2. realizzazione della stabilità del sistema economico e di un adeguato sviluppo del reddito nazionale con strumenti di politica fiscale che incidono sugli investimenti e sulla propensione marginale al consumo.

## Il bilancio, la finanza funzionale ed il debito
Il bilancio dello Stato e degli enti pubblici non economici si presenta come un articolato di voci corrispondenti alle diverse entrate e spese che l'ente prevede di realizzare nel corso della gestione. La spesa pubblica viene così disaggregata per consentirne una migliore gestione da parte delle amministrazioni pubbliche e un più efficace controllo da parte del Parlamento.
Le dimensioni del bilancio pubblico si sono progressivamente ampliate in corrispondenza dell'aumento dei flussi finanziari che transitano nelle casse statali e con i sempre più numerosi compiti che lo Stato si è assunto nel corso del tempo, specie a partire dalla seconda metà del XX secolo (cosiddetto modello del Welfare State).
Si è così affermata una concezione funzionale della finanza pubblica, quale strumento economico per il perseguimento delle funzioni e dei fini sociali che contraddistinguono lo Stato contemporaneo.
Peraltro, l'accumulazione del debito pubblico - in particolar modo dagli anni Settanta del secolo scorso - è stata in larga misura determinata proprio dall'incremento della spesa per servizi e per trasferimenti, cui non ha sempre corrisposto un aumento del reddito nazionale e del gettito tributario, con conseguente necessità dell'indebitamento pubblico. Gli Stati contemporanei hanno quindi agito come imprese private in crisi di liquidità, costretti financo a cedere, talora, titoli di debito assai rischiosi a tassi d'interesse molto elevati (si veda il caso della crisi greca del 2010). In tal modo, la crescita esponenziale dello stock di debito ha condotto diversi Stati occidentali, ed in particolare europei, a rivedere le proprie politiche di bilancio, al fine di contenere la crescita del debito e cercare di ridurne l'entità, scongiurando in tal modo il rischio di default finanziario.

## Oggetto
L'oggetto della Contabilità pubblica, oltre al bilancio e alla gestione finanziaria e patrimoniale, comprende anche i controlli - amministrativi e giurisdizionali - sul corretto uso delle risorse finanziarie pubbliche (v. voci specifiche su controlli di gestione e responsabilità amministrativo-contabile), nonché l'attività principale con la quale la P.A. provvede ad impegnare le spese previste in bilancio, ossia la stipulazione di contratti passivi (v. voce su contratti dello Stato).
Nell'ordinamento positivo non vi sono norme che definiscono l'oggetto della Contabilità pubblica: la dottrina ne ha evidenziato alcune interconnessioni con il diritto pubblico dell'economia, poiché entrambe le discipline hanno fonti dinamiche e fluide e molti altri punti di contatto.
È opinione comune che l'oggetto della Contabilità pubblica vada identificato a seconda dell'espandersi o del contrarsi dell'intervento pubblico in campo economico: lo Stato può assumere o dismettere compiti legati al settore economico a seconda degli indirizzi politici, sicché fasi di nazionalizzazione e di privatizzazione vengono ad incidere sull'ampiezza dell'espressione "Contabilità pubblica".
Di conseguenza, l'oggetto della materia ha una portata dinamica ed elastica, ed è dotato di capacità espansiva verso forme sempre più articolate e complesse della finanza pubblica.

## Nazionalizzazione e privatizzazione
L'analisi storico-economica di Francesco Saverio Nitti e Luigi Einaudi ha posto in rilievo due alterne tendenze, la cui analisi contribuisce a chiarire la capacità espansiva della materia in esame:
1. la pubblicizzazione tutti gli interessi pubblici nei limiti del possibile, attraverso l'assunzione da parte dello Stato della gestione diretta di taluni rami produttivi di particolare interesse collettivo (ad es. fonti energetiche, previdenza sociale, ecc.). Questa tendenza comporterebbe un rilevante aumento dei costi sociali ed un aggravio del bilancio statale, coperto spesso nella pratica con il ricorso all'indebitamento;

1. la tendenza a privatizzare la maggior parte dei settori dell'pubblica amministrazione, dall'organizzazione dei pubblici uffici, al settore finanziario, al procedimento amministrativo. Di recente, questa tendenza si è manifestata in Italia anche sotto l'influsso del diritto comunitario, che non fa mistero della sua preferenza verso  canoni di diritto civile.